# Margarete von Oertzen
Margarete von Oertzen, geb. von Plüskow, Pseudonym M.v.O. (* 14. Oktober 1854 in Kowalz, heute Ortsteil von Thelkow; † 8. März 1934 in Rostock) war eine deutsche Schriftstellerin.

## Leben und Wirken
Sie stammte aus dem mecklenburgischen Adelsgeschlecht von Plüskow und war die Tochter des Rittergutsbesitzers und Landrats Josias von Plüskow und seiner Frau, einer geborenen von Schack.
1873 heiratete sie den Leutnant Friedrich von Oertzen (1848–1936), einen Sohn von Ludwig Georg von Oertzen auf Woltow. Sie war von der Erweckungsbewegung geprägt und gründete eine Sonntagsschule. Selbst kinderlos, nahm sie Gertrud von Williesen und Ulla von der Lühe (1880–1963) als Pflegetöchter auf. In Berlin machte sie die Bekanntschaft von Pfarrer Eduard Kuhlo, dem Vater von Johannes Kuhlo, und unterstützte ihn; in Hamburg unterstützte sie die Stadtmission ihres Cousins Jasper von Oertzen. Sie war vielfältig christlich engagiert, verteilte Traktate und schrieb für Sonntagsblätter. 1899 unternahm sie eine Reise nach Ägypten und ins Heilige Land. 1902 nahm sie an der Frauen-Gebetsbund-Konferenz teil und war ab 1915 Vorsitzende des von Hedwig von Redern gegründeten Deutschen Frauen-Missions-Gebetsbundes.
Margarete von Oertzen verfasste eine Fülle erbaulicher und zu ihrer Zeit erfolgreicher Kinder- und Jugendbücher, die zum Teil bis in die Gegenwart wieder aufgelegt wurden, aber auch Traktate für Erwachsene. Unter dem Kürzel „M.v.O.“' gab sie Spiele zur Bibel wie etwa ein Biblisches Spruchquartettspiel für Kinder und Jugendliche heraus, die über die Buchhandlung Friedrich Bahn in Schwerin und später über den Johannis-Verlag in Lahr vertrieben wurden.

## Werke
- Saat und Ernte,  Niedersächsische Gesellschaft zur Verbreitung Christlicher Schriften, Hamburg, um 1890 OCLC 163040508
- Erzählungen für das Volk, Niedersächsische Gesellschaft zur Verbreitung Christlicher Schriften, Hamburg, 1891 OCLC 248486528
- In Gottes Hochschule, Deutsche Evangelische Buch- und Tractat-Gesellschaft, Berlin, 1894 OCLC 163040495
- Schwach und doch stark, Erzählungen für Jung und Alt, Bahn, Schwerin, 1896 OCLC 248487475
- Malte Ethé,  Verlag der Niedersächs. Gesellschaft zur Verbreitung christl. Schriften, Hamburg, 1897 OCLC 163040463
- Jauchzet dem Herrn! Gesammelte Lieder, Bahn, Schwerin, 1899 OCLC 251943086
- Ein Tropfen von dem Tau seiner Liebe, Verlag der Niedersächs. Gesellschaft zur Verbreitung christl. Schriften, Hamburg, 1899 OCLC 163040515
- Gottes liebes Kind: Erzählung für Jung und Alt. Bahn, Schwerin, 1899 OCLC 699646949
- Ein Jünger Jesu, Bahn, Schwerin, 1900 OCLC 1073244408
- Deines Bruders Blut. eine Geschichte aus Armeniens Leidenstagen, Bahn, Schwein, 1901 OCLC 247428174
- Im kleinen treu! Vier Erzählungen, Bahn, Schwein, 1901 OCLC 248489124
- Obdachlos, Deutsche Evangelische Buch- und Tractat-Gesellschaft, Berlin, 1901 OCLC 251943279
- In guten Händen, Deutsche Evangelische Buch- und Tractat-Gesellschaft, Berlin, 1901 OCLC 250013355
- Er heißet „Wunderbar“. Deutsche Evangelische Buch- und Tractat-Gesellschaft, Berlin, 1901 OCLC 251942597
- Die alte Karoline und andere Geschichten Erzählungen für Jung und Alt, Bahn, Schwein, 1902 OCLC 1073778059
- Die stille Hanne und andere Geschichten, Erzählungen für Jung und Alt, Bahn, Schwein, 1902 OCLC 248496006
- Gnadenstunden und andere Geschichten : Erzählungen für Jung und Alt, Bahn, Schwein, 1902 OCLC 248495224
- Der Inselprinz: Erzählungen für Jung und Alt, Bahn, Schwein, 1902 OCLC 248496006
- Am Rande des Abgrunds und andere Geschichten. Erzählungen für Jung und Alt, Bahn, Schwerin, 1902 OCLC 248495215
- Herzblättchen und andere Geschichten. Erzählungen für Jung und Alt, Bahn, Schwein, 1902 OCLC 248489653
- Er ist unser Friede. Erzählung, Bahn, Schwerin, 1902 OCLC 248495202
- Eine Geschichte von Vertrauen, Bahn, Schwerin, 1903 OCLC 248496374
- Der wilde Hans und das fromme Lisettchen. Er singt es!, Bahn, Schwerin, 1903 OCLC 248496126
- Wie man das Lieben lernt …, Bahn, Schwerin, 1903 OCLC 248495758
- Eines Vaters Liebe, Bahn, Schwerin, 1903 OCLC 248496435
- Alle Tage Sonnenschein. Der sanfte und stille Geist, Bahn, Schwerin, 1903 OCLC 248496389
- Krüppel-Mienchen: Erzählung für Jung und Alt, Bahn, Schwerin, 1903 OCLC 248618009
- Das siebente Gebot: du sollst nicht stehlen. Was ist das?, Bahn, Schwerin, 1903 OCLC 248617988
- Was Liebe kann. - Ich bin hungrig gewesen und ihr habt mich gespeist, Erzählungen, Bahn, Schwerin, 1903 OCLC 248618470
- Allezeit glücklich. Sag’s ihnen doch! Volle Taschen, Erzählungen, Bahn, Schwerin, 1903 OCLC 248618494
- Es ist ein köstliches Ding, daß das Herz fest werde. Schenkst du dem Heiland was? Erzählungen, Bahn, Schwerin, 1903 OCLC 248618427
- Vater Unser! Das Gebet unseres Heilandes. In Wort und Bild, Bahn, Schwerin, 1903 OCLC 248495632
- Anrufen, Beten, Leben und Denken: Jürgen der Gänsejunge, Bahn, Schwerin, 1903 OCLC 248496382
- Im Sonnenschein, Geschichten für Jung und Alt, Bahn, Schwerin, 1903 OCLC 934975079
- Blaustrumpfabenteuer, 1904 OCLC 72676121
- Sein Eigentum! Fünf Geschichten für Jung und Alt, Bahn, Schwerin, 1904 OCLC 248496238
- Großmutters Heimat, Weidenkätzchen, Bahn, Schwerin, 1904 OCLC 248496473
- Wenn ich ihn nur habe! Erzählung, Bahn, Schwerin, 1905 OCLC 247428165
- Betrachtungen über das Markus-Evangelium für Helferkreise und jugendliche Bibelleser, Bahn, Schwerin, 1906 OCLC 163040447
- Die heiligen zehn Gebote. Erzählungen für Jung und Alt, Bahn, Schwerin, 1906 OCLC 248499128
- Euch geschehe nach euren Glauben! Schwerin i. M.: Bahn, 1913, 3. Aufl.
- Kommet her zu mir alle – 100 Traktate für Erwachsene. Schwerin i. Meckl.: Bahn, o. J. [um 1914]
- Gnade muss es sein, Gnade ganz allein. Schwerin i. M.: Bahn 1915
- Gottes Führung. Schwerin i/M.: Bahn 1917
- Mein Leben: eine Selbstbiographie. Lahr-Dinglingen (Baden): St. Johannis-Druckerei [1934], 4. Auflage 1950